# 新論 (桓譚)
『新論』（しんろん）は、後漢はじめの桓譚（かんたん、字は君山）による書物。本来は29篇あった。現存しないが、清の厳可均による輯佚書が存在する。後漢の学者の合理思想を示す書物として知られる。

## 成立
『後漢書』桓譚列伝によると、後漢のはじめに桓譚が当時の物事を論じた著書である『新論』29篇を光武帝に進上した。しかし琴道篇は未完成であったので、後に章帝が班固に命じて補足させた。

## 構成
『後漢書』桓譚列伝の章懐太子注によると、本来は以下の諸篇からなっていた。
- 本造
- 王覇 上・下
- 求輔 上・下
- 言体 上・下
- 見徴 上・下
- 譴非 上・下
- 啓寤 上・下
- 祛蔽 上・下
- 正経 上・下
- 識通 上・下
- 離事 上・下
- 道賦 上・下
- 弁惑 上・下
- 述策
- 閔友
- 琴道（冒頭の1章のみが桓譚による。残りは班固の補作）

『新論』が29篇であるという『後漢書』の記載にくらべて1篇少ないが、厳可均は別に目録があったのだろうという。

## 輯佚
『新論』は完全な形では現存していないが、『後漢書』桓譚列伝などの注に引用されており、また類書や『群書治要』『意林』のようなダイジェスト本にも収録されているため、残った文はかなり多い。
厳可均『全上古三代秦漢三国六朝文』のうち『全後漢文』の巻13・14・15に輯佚されている。

## 形神
僧祐『弘明集』巻5に収録されている「桓君山『新論』形神」条は、霊魂の不滅に関する桓譚の考えを示すものとして有名である（厳可均は祛蔽篇に含める）。この論の中で、桓譚は精神と肉体の関係を、火と燭との関係にたとえた。
桓譚を高く評価していた王充の『論衡』論死篇にもこの思想は引きつがれ、人が死んでも知が残るというのは、火が消えても光が残るというようなものだとして批判した。
この理論はのちに仏教を攻撃するのに用いられた。これに対する仏教側の反論として慧遠の神不滅論（『沙門不敬王者論』に見える）などが有名である。

## 評価
合理主義者として知られる王充は『論衡』で『新論』を非常に高く評価している。